# Ino
Ino (altgriechisch Ἰνώ Inṓ) ist in der griechischen Mythologie die Tochter des Kadmos und der Harmonia und daher die Schwester von Semele (der Geliebten des Zeus und Mutter des Dionysos), Agaue, Autonoë, Polydoros und Illyrios. Mit Athamas ist sie die Mutter von Learchos und Melikertes. Sie war auch die Amme des neugeborenen Dionysos und Melikertes war dessen Milchbruder.

## Mythos
Ino war die zweite Frau des Athamas. Der hatte aus seiner ersten Ehe mit Nephele zwei Kinder, Phrixos und Helle. Ino war aber ihren Stiefkindern nicht wohlgesinnt, weshalb sie auf folgendes Komplott verfiel: Sie veranlasste die Frauen, die Weizenkörner vor der Aussaat zu dörren, wodurch sie unfruchtbar wurden und die Ernte verdarb. Wie offenbar von Ino schon angenommen, sandte Athamas nach Delphi, um dort zu fragen, was angesichts des drohenden Hungers zu tun sei. Ino überredete nun die Boten zu sagen, das Orakel habe verkündet, die Unfruchtbarkeit werde enden, sobald man den Phrixos dem Zeus opfere. Als Athamas sich zu diesem Menschenopfer bereit zeigte, entführte Nephele die Kinder. Chrysomallos, ein Widder mit goldenem Fell, den Nephele von Hermes bekommen hatte, trug Phrixos und Helle durch die Luft davon. Helle stürzte bei dieser Himmelsreise ins Meer zwischen Europa und Asien, das nach ihr den Namen Hellespont trug. Phrixos wurde aber sicher ins Land der Kolcher gebracht. Das Fell des Widders war dann das nachmals berühmte Goldene Vlies. So die Bibliotheke des Apollodor.
Hyginus berichtet etwas abweichend, dass Athamas das Menschenopfer abgelehnt habe, dass aber Phrixos sich freiwillig bereit erklärt habe, durch ein Selbstopfer die Unfruchtbarkeit zu beenden. Der Anschlag Inos sei aber durch einen mitleidigen Diener verraten worden, als Phrixos schon mit einem Stirnband als Opfer geschmückt vor dem Altar stand. Athamas, rasend vor Zorn, habe darauf versucht, Ino und Melikertes zu töten, doch Dionysos rettete seine Amme durch einen Nebel. Später habe sich Ino mit Melikertes ins Meer gestürzt. Hyginus berichtet auch, dass dem als Palaimon vergöttlichten Melikertes zu Ehren die Isthmischen Spiele begründet wurden.
Dass ihre Stiefkinder nun verschwunden waren, brachte der Ino keinen Nutzen und Inos Kindern kein Glück. Im Wahn tötete Athamas den Learchos. Ino stürzte sich mit Melikertes ins Meer. Der Grund des Wahnsinns war der Zorn der Hera. Athamas und Ino hatten nämlich nach der Geburt des Dionysos (siehe Schenkelgeburt) eingewilligt, diesen bei sich aufzunehmen, als Mädchen zu verkleiden und so vor der Eifersucht der Hera zu verbergen. In seinem Wahn jagte und tötete Athamas seinen ältesten Sohn Learchos wie einen Hirsch. Ino aber warf zunächst den Melikertes in einen Kessel mit siedendem Wasser, nahm den Leichnam dann heraus und stürzte sich mit ihm zusammen ins Meer. Doch die beiden starben nicht im Meer, vielmehr wurde Ino zur Göttin Leukothea, Melikertes zum Gott Palaimon.
Pausanias berichtet, der Ort, wo Ino sich ins Meer gestürzt habe, sei der Molurische Felsen an der Küste zwischen Athen und dem Korinthischen Isthmus gewesen.
Schon bei Ovid wurde der Wahnsinn, in den Ino verfällt, bevor sie sich in das Meer stürzt, als bakchische Raserei interpretiert. Dieses Motiv wurde offenbar bereits in der verlorengegangenen Tragödie Ino des Euripides ausgestaltet. Hyginus fasst deren Inhalt wie folgt zusammen: Athamas hatte nach Inos Flucht in die Wildnis angenommen, Ino sei gestorben, und ein drittesmal geheiratet. Themisto, die Tochter einer Nymphe, schenkte ihm Zwillingssöhne, Schoineus und Leukon. Als er entdeckte, dass Ino noch am Leben und eine der Bakchen des Parnass geworden sei, sandte er nach ihr und holte sie heim, gab sie jedoch als Dienerin aus. Themisto hatte von der Rückkehr Inos erfahren, kannte jedoch nicht deren Identität. Sie fasste den Plan, Inos Kinder zu töten (oder töten zu lassen). Zu diesem Zweck sollten die Ziele des Anschlags in dunkle Gewänder, Themistos’ eigene Kinder dagegen in helle Gewänder gekleidet werden. Zu Durchführung des Plans hatte sie die vermeintliche Dienerin Ino ins Vertrauen gezogen, die natürlich die Gewänder vertauschte, wodurch Themisto zur Mörderin der eigenen Kinder wurde. Themistos tötete darauf sich selbst, Athamas den Learchos und Ino warf sich mit Melikertes ins Meer.
Der Bibliotheke zufolge heiratete Athamas ebenfalls Themisto, nur ist sie dort die Tochter des Lapithen Hypseus und hat mit Athamas vier Kinder.
Die enge Verbindung Inos mit dem Dionysos-Mythos wird in den Dionysiaka des Nonnos von Panopolis in epischer Breite gestaltet. Mit einiger Ausführlichkeit wird erzählt, wie Ino dem Götterkind ihrer Schwester zusammen mit dem eigenen Sohn die Brüste reichte und was im Kinderzimmer so alles geschah. Insbesondere wird von Mystis, dem sidonischen Kindermädchen erzählt, wie sie die Dinge tut, die mit der Tätigkeit eines Kindermädchens nur selten verbunden werden (sie gürtet sich mit lebenden Schlangen, legt metallene Brustplatten und Rehfelle an, schwingt im Kinderzimmer die Fackel und schlägt die Zymbel etc.), die aber bei der Bildung eines künftigen Gottes des Weins und des Wahns völlig normal sein mögen. Doch schließlich entdeckt Hera den Aufenthalt des Dionysos, doch Hermes kann diesen noch rechtzeitig retten und bringt ihn zu Rhea, welche des Dionysos zweite Amme und Ziehmutter wird.
Derweil ist Ino vor Schmerz über den Verlust ihres Ziehkinds wie wahnsinnig geworden und irrt durch die Wildnis, bis sie nach Delphi kommt. Dort flüchten alle, einschließlich der Pythia, vor der Erscheinung der Rasenden, bis Apollon herabsteigt und sie von dem Wahnsinn heilt. Von da an folgt die Erzählung der Linie von Euripides’ Ino. Nur wird hier Athamas nicht nur zum Mörder des Learchos, den er für einen Hirsch hält, er wirft auch, als er das vermeintliche Wildbret nach Hause bringt, seinen jüngeren Sohn Melikertes gleich mit in den Kessel. Ino zieht dann den halbgaren Melikertes heraus und flieht, von Athamas verfolgt, über die Weiße Ebene bis an die felsige Meeresküste, wo Athamas sie einholt. Sie klagt Zeus an, er habe ihr die Ammendienste für den jungen Dionysos schlecht gelohnt, reflektiert dann, dass sie wohl auch nicht ganz ohne Schuld sei (einige Mordversuche, 2 Morde, 1 Hungersnot, Betrug), bittet dennoch um Rettung und stürzt sich mit der Leiche des Melikertes ins Meer. Es folgt die Vergöttlichung.

## Eponyme
Der Asteroid (173) Ino ist nach ihr benannt.

## Weitere Quellen
- Homer, Odyssee 5,332
- Herodot, Historien 7,197
- Euripides, Medea 1282–1289
- Fragmente von Euripides, Ino
- Fragmente von Sophokles, Athamas